# Pernod Ricard
Pernod Ricard er en fransk virksomhed, der fremstiller alkoholiske drikke. Virksomheden omsatte i 2007/2008 for 6,6 mia. euro og beskæftiger 17.630 ansatte (2008).
Virksomheden blev dannet i 1975, da Pernod og Ricard fusionerede. I 2008 overtog Pernod Ricard svenske Vin & Sprit, der bl.a. producerer Rød Aalborg og de øvrige produkter, der tidligere blev produceret af De Danske Spritfabrikker. I dag er virksomhedens danske aktiviteter samlet i Pernod Ricard Denmark A/S.
Pernod Ricard er noteret på Euronext.